# Mazda5
 Ikke at forveksle med Mazda MX-5 og Renault 5.
Mazda5 er en kompakt MPV fra den japanske bilfabrikant Mazda, som størrelsesmæssigt ligger mellem Mazda3 og Mazda6. Modellen afløste Mazda Premacy i midten af 2005.
Udelukkende i Japan blev den nye model fortsat solgt under det gamle navn.

## Mazda5 (type CR, 2005−2010)
Mazda5 blev præsenteret på Paris Motor Show i efteråret 2004 og havde som den første bilmodel i verden digital servicebog. Modellen kom på det danske marked i september 2005.
Udenfor Europa sælges Mazda5 nogle steder fortsat under navnet Mazda Premacy. Fra 2007 blev Mazda5 med visse modifikationer solgt i Taiwan under navnet Ford I-Max. I 2005 og 2007 har Mazda præsenteret en Premacy som hybridbil med brintdrevet wankelmotor. Disse biler hedder Mazda Premacy Hydrogen RE Hybrid.
Bilen fandtes i tre forskellige udstyrsvarianter, basismodellen Comfort (kun med de to svageste motorer), den komfortable Exclusive-version samt til de to største motorer den luksuriøse Top-version. Senere tilkom specialmodellerne Active og Active Plus, som var en udvidelse af Exclusive hhv. Top.
- Bagfra
- Kabinen i Mazda5 Top

Varebilsudgaven blev kåret til Årets Varebil i Danmark 2006.

### Bemærkelsesværdigt[kilde mangler]
- Op til 90 procent genbrugelig
- To skydedøre til bagsædet i stedet for de i denne klasse ellers almindelige svingdøre
- Bagklap åbnende i to trin
- Fem eller syv sæder efter Karakuri V-konceptet (specielt skyde- og klappesystem)
- Navigationssystem med bakkamera
- Nøglefrit adgangs- og startsystem LogIn
- Cd-afspiller med 20 GB harddisk HDD Musik Box
- Audio- og mediesystem DVD Cinema med nedfældelig billedskærm i taghimlen over anden sæderække

### Facelift
Knap tre år efter introduktionen præsenterede Mazda den 7. december 2007 på Bologna Motor Show en faceliftet udgave af Mazda5. Fronten fik en ny kølergrill og modificerede luftindtag, mens bagenden fik en ny kofanger og bilen fik nye alufælge. Salget af den faceliftede Mazda5 begyndte i foråret 2008.
En teknisk nyhed var de mod merpris tilgængelige, elektrisk oplukkelige sideskydedøre samt et dvd-navigationssystem med touchscreen, som var fast integreret i midterkonsollen og ikke længere kørte ud af et rum. Som ekstraudstyr kunne der nu leveres en yderligere AUX-tilslutning, en integreret cd-skifter og håndfri Bluetooth med betjeningselementer på rattet. En forbedret støjdæmpning sørgede sammen med en nyafstemt undervogn med andre støddæmpere og en hurtigere reagerende bremseforstærker for mere komfort og sikkerhed.
Også motorerne blev modificeret i detaljer: 2,0-liters benzinmotoren fik elektronisk gasspjæld og sekventiel ventilstyring, så accelerationen skete hurtigere, og der i det nederste omdrejningsområde stod mere ydelse til rådighed og brændstofforbruget faldt en smule. Derudover blev sekstrinsgearkassen optimeret, og et nyt femtrins automatgear tilføjet ekstraudstyrslisten.
- Mazda5 (2008–2010)
- Bagfra

### Kritik
I år 2006 blev det elektroniske stabilitetsprogram i Mazda5 kritiseret af fagpressen, da systemet var for følsomt og derved forhindrede bagendens udsvingning ved øget last. Derfor forbedrede Mazda fra oktober 2006 ESP-systemet, af Mazda kaldet DSC, og udskiftede det ligeledes i alle hidtil producerede biler.
Nominelt har Mazda5 med den (i nogle tilfælde standardmonterede) tredje sæderække en siddeplads mere i forhold til den større Mazda MPV (syv i stedet for seks sæder, med Karakuri-V-koncept). Dog havde MPV seks "rigtige" sæder, mens Mazda5 i tredje sæderække kun har klapsæder, og også det midterste sæde i anden sæderække er kun et nødsæde; det drejer sig om en smal siddepude, som kan klappes ud fra et af bagsæderne.

### Tekniske data
Ved introduktionen i juni 2005 fandtes Mazda5 med to forskellige benzinmotorer. I slutningen af året tilkom begge dieselmotorerne med standardmonteret partikelfilter.
|                                                | 1.8 MZR             | 2.0 MZR                         | 2.0 MZR-CD                | 2.0 MZR-CD                |
| Motordata                                      |                     |                                 |                           |                           |
| Motortype                                      | R4-benzinmotor      | R4-benzinmotor                  | R4-dieselmotor            | R4-dieselmotor            |
| Antal ventiler pr. cylinder                    | 4                   | 4                               | 4                         | 4                         |
| Ventilstyring                                  | DOHC, kæde          | DOHC, kæde                      | DOHC, tandrem             | DOHC, tandrem             |
| Fødesystem                                     | Multipoint          | Multipoint                      | Commonrail                | Commonrail                |
| Trykladning                                    | –                   | –                               | Turbolader, ladeluftkøler | Turbolader, ladeluftkøler |
| Køling                                         | Vandkøling          | Vandkøling                      | Vandkøling                | Vandkøling                |
| Boring × slaglængde                            | 83,0 × 83,1 mm      | 87,5 × 83,1 mm                  | 86,0 × 86,0 mm            | 86,0 × 86,0 mm            |
| Slagvolume                                     | 1798 cm³            | 1999 cm³                        | 1998 cm³                  | 1998 cm³                  |
| Kompressionsforhold                            | 10,8:1              | 10,8:1                          | 16,7:1                    | 16,7:1                    |
| Maks. effekt ved omdr./min.                    | 85 kW (115 hk) 5300 | 107 kW (145 hk) 6500            | 81 kW (110 hk) 3500       | 105 kW (143 hk) 3500      |
| Maks. drejningsmoment ved omdr./min.           | 165 Nm 4000         | 185 Nm 4000                     | 310 Nm 2000               | 360 Nm 2000               |
| Kraftoverførsel                                |                     |                                 |                           |                           |
| Drivende hjul                                  | Forhjul             | Forhjul                         | Forhjul                   | Forhjul                   |
| Gearkasse (standardudstyr)                     | 5-trins manuel      | 6-trins manuel                  | 6-trins manuel            | 6-trins manuel            |
| Gearkasse (ekstraudstyr)                       | –                   | 5-trins automatisk1             | –                         | –                         |
| Præstationer2                                  |                     |                                 |                           |                           |
| Topfart                                        | 182 km/t            | 194 km/t (186 km/t)             | 177 km/t                  | 196 km/t                  |
| Acceleration 0-100 km/t                        | 11,4 sek.           | 10,2 sek. (12,4 sek.)           | 13,9 sek.                 | 11,0 sek.                 |
| Brændstofforbrug pr. 100 km ved blandet kørsel | 7,6 liter Blyfri 95 | 7,9 liter (8,3 liter) Blyfri 95 | 6,1 liter Diesel          | 6,1 liter Diesel          |
| CO2-udslip ved blandet kørsel                  | 182 g/km            | 187 g/km (198 g/km)             | 162 g/km                  | 162 g/km                  |

## Mazda5 (type CW, 2010−2015)
I oktober 2010 kom der en ny model af Mazda5, som er 8 cm længere end forgængeren. Optikken orienterede sig nu mod de andre Mazda-modeller med en optisk meget stor, lavtliggende kølergrill. I Japan blev modellen også solgt under navnet Nissan Lafesta Highway Star.
Motorprogrammet omfattede nu en ny 1,6-liters dieselmotor med et slagvolume på 1560 cm³ og en effekt på 115 hk. Drejningsmomentet ligger på 270 Nm ved 1750 til 2500 omdr./min. Brændstofforbruget ved blandet kørsel ligger på 5,2 liter pr. 100 km. Da benzinmotorerne var overtaget fra forgængeren, medførte dette den kuriøse situation at Mazda5 med dieselmotor behøver mindre slagvolume til at udvikle samme effekt end med benzinmotor.
I rammerne af et facelift blev Mazda5 i februar 2013 modificeret ind- og udvendigt. Dertil hører de i sidespejlene integrerede LED-blinklys og et bakkamera i navigationssystemet.
Fra september 2015 kan modellen ikke længere bestilles og konfigureres.

### Tekniske data
|                                                | 1.8 MZR             | 2.0 MZR              | 2.0 MZR DISI         | 1.6 MZ-CD                 |            |
| Motordata                                      |                     |                      |                      |                           |            |
| Motortype                                      | R4-benzinmotor      | R4-benzinmotor       | R4-benzinmotor       | R4-dieselmotor            |            |
| Antal ventiler pr. cylinder                    | 4                   | 4                    | 4                    | 2                         |            |
| Ventilstyring                                  | DOHC, kæde          | DOHC, kæde           | DOHC, kæde           | OHC, tandrem              |            |
| Fødesystem                                     | Multipoint          | Multipoint           | Direkte              | Commonrail                | Commonrail |
| Trykladning                                    | –                   | –                    | –                    | Turbolader, ladeluftkøler |            |
| Køling                                         | Vandkøling          | Vandkøling           | Vandkøling           | Vandkøling                |            |
| Boring × slaglængde                            | 83,0 × 83,1 mm      | 87,5 × 83,1 mm       | 87,5 × 83,1 mm       | 75,0 × 88,3 mm            |            |
| Slagvolume                                     | 1798 cm³            | 1999 cm³             | 1999 cm³             | 1560 cm³                  |            |
| Kompressionsforhold                            | 10,8:1              | 11,0:1               | 11,5:1               | 16,0:1                    |            |
| Maks. effekt ved omdr./min.                    | 85 kW (115 hk) 5300 | 106 kW (144 hk) 6500 | 110 kW (150 hk) 6200 | 85 kW (115 hk) 3600       |            |
| Maks. drejningsmoment ved omdr./min.           | 165 Nm 4000         | 180 Nm 4500          | 191 Nm 4500          | 270 Nm 1750−2500          |            |
| Kraftoverførsel                                |                     |                      |                      |                           |            |
| Drivende hjul                                  | Forhjul             | Forhjul              | Forhjul              | Forhjul                   |            |
| Gearkasse                                      | 6-trins manuel      | 5-trins automatisk   | 6-trins manuel       | 6-trins manuel            |            |
| Præstationer                                   |                     |                      |                      |                           |            |
| Topfart                                        | 182 km/t            | 186 km/t             | 194 km/t             | 180 km/t                  |            |
| Acceleration 0-100 km/t                        | 12,8 sek.           | 13,1 sek.            | 11,0 sek.            | 13,7 sek.                 |            |
| Brændstofforbrug pr. 100 km ved blandet kørsel | 7,2 liter Blyfri 95 | 8,3 liter Blyfri 95  | 6,9 liter Blyfri 95  | 5,2 liter Diesel          |            |
| CO2-udslip ved blandet kørsel                  | 168 g/km            | 192 g/km             | 159 g/km             | 138 g/km                  |            |